# Fiera di San Marco
La fiera di San Marco era un'antica fiera che si teneva annualmente, il 25 aprile, nella città di Altamura. Nacque negli ultimi anni del XIII secolo e durò, seppur non ininterrottamente, fino alla fine del XVIII secolo; è stata definita «una delle fiere più importanti della Terra di Bari».
Non si possiedono informazioni certe riguardo a chi istituì la fiera, nonché ai motivi e alla data esatta di istituzione; Gennaro Serena di Lapigio (1937), probabilmente basandosi su documenti non giunti fino a noi, affermò che la fiera era stata istituita da Carlo II d'Angiò negli ultimi anni del Duecento. Nel 1691, a causa della peste, la fiera si tenne a Matera.

## Il borgo di San Marco

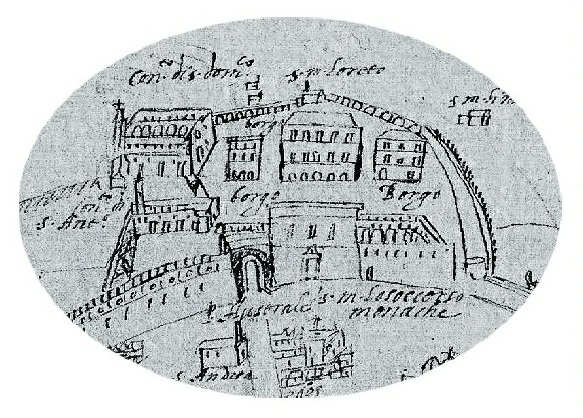
Vista dello spiazzo fortificato noto come borgo di San Marco, al cui interno aveva luogo la fiera - Biblioteca Angelica, Carta Rocca P/33, risalente alla fine del XVI secolo.

La fiera aveva luogo nello spiazzo fortificato limitrofo alle mura cittadine e noto come "borgo di San Marco" (planitio S. Marci); esso era situato nella zona esterna a Porta Matera e raccoglieva anche i contigui conventi di San Domenico e Sant'Antonio; all'interno vi era anche una chiesa medievale intitolata a San Marco Evangelista poi andata distrutta e dalla quale prese il nome lo spiazzo.
È stato ipotizzato da taluni studiosi che il muro di protezione avesse la funzione di proteggere oppure, ad ogni modo, che fosse funzionale alla periodicità della fiera; essa aveva luogo in un periodo dell'anno in cui si tenevano anche altre fiere nei paesi limitrofi, cioè la "fiera di San Giorgio" a Gravina in Puglia e la "fiera di San Leone" a Bitonto e questo generò alcune divergenze, in particolare nel XVI secolo. In particolare la fiera di San Giorgio uscì vincitrice anche grazie alla protezione di Gravina in Puglia da parte degli Orsini.
Degna di nota è anche una "gara d'aratura" che si teneva nel giorno della festa di San Marco. Tale gara consisteva in una gara di aratri i quali partivano alle prime luci dell'alba da punti diversi della campagna in direzione della piana di San Marco e vinceva chi tracciava il solco più dritto, il quale raggiungeva lunghezze consistenti.